# Ohlsbach
Ohlsbach – miejscowość i gmina w Niemczech, w kraju związkowym Badenia-Wirtembergia, w rejencji Fryburg, w regionie Südlicher Oberrhein, w powiecie Ortenau, wchodzi w skład wspólnoty administracyjnej Gengenbach. Leży w Schwarzwaldzie, ok. 20 km na południowy zachód od Offenburga.